# Gajans
Gajans és un indret del terme municipal d'Isona i Conca Dellà, a l'antic terme d'Isona, al Pallars Jussà.
El lloc és al sud d'Isona, al vessant sud-occidental del Pui de Juli, al sud-est del Molí del Gil i al nord-est del Molí del Piteu. S'hi troba un jaciment paleontòlogic.